# 바이마츠린
바이마츠린(백마적림, 중국어 간체자: 白玛赤林, 정체자: 白瑪赤林, 병음: Báimă Chìlín, 티베트어: པདྨ་འཕྲིན་ལས་ 파드마 촐링, 1951년 10월 - )은 중화인민공화국의 정치인이다. 티베트 자치구 주석과 전국인민대표대회 민족위원회 부주임 위원이며, 티베트 자치구 제10기 인민대표대회 상임위원회 주임을 역임했다. 현재 제13기 전국인민대표대회 상무위원회 부위원장 겸 당조성원이다.

## 생애
티베트 자치구 딩칭현 출신으로 1965년부터 1969년까지 티베트민족대학에서 공부했다. 1969년 중국인민해방군에 입대하여 칭하이성 신병단에서 복무했다. 1970년 중국 공산당에 입당했다. 1970년부터 1974년까지 중국인민해방군 제53사단에서 부반장과 반장, 부소대장, 소대장 등을 지냈다. 1974년부터 1980년까지 중국인민해방군 제53사단 포병부대 정치부 장교를 지냈다.
1986년 바이마츠린은 군대를 떠나 티베트 자치구 인민정부 판공처 비서로 옮겼다. 1989년부터 1991년까지 중국공산당 중앙당교에서 제6기 티베트 민족간부반에서 수업을 받았다. 1992년 티베트 자치구 인민정부 판공청 비서국 2처 부처장을 지냈고, 1993년에는 티베트 자치구 인민정부 부비서장이 되었다. 1998년 티베트 자치구 정협 비서장과 2000년 중국공산당 산난시 시위원회 부서기 등을 지냈으며 같은 시기 중국공산당 중앙당교에서 대학원 학위를 취득했다.
2003년 티베트 자치구 인민정부 부주석 겸 정부 비서장을 역임했다. 2006년 티베트 자치구 당위원회 상임위원회 위원장을 거쳐 티베트 자치구 인민정부 상무위원회 부주석을 지냈다. 2009년 중국공산당 티베트 자치구 당위원회 부서기로 선출되었다.
2010년 티베트 자치구 제9기 전국인민대표대회 3차회의에서 인민정부 주석으로 선출되었고 2013년 티베트 자치구 제10기 인민대표대회에서 티베트 자치구 10기 인민대표대회 상무위원회 주임으로 선출되었다. 2016년 티베트 자치구 당위원회 부서기를 거쳐 2017년 티베트 인민대표대회 상무위원회 상임무위원회 주임이 되었다.2018년 제13기 전국인민대표대회 상무위원회 부위원장으로 선출되었다.
제18기 중국공산당 중앙위원과 제13기 전국인민대표대회 상무위원회 부위원장, 제11기 전국인민대표대회 대표, 제12기 전국인민대표대회 상무위원회 위원, 제12기 전국인민대표대회 민족위원회 부주임을 역임했다.